# Róg Pierkunowski
Róg Pierkunowski (deutsch Roggen) ist ein kleiner Ort in der polnischen Woiwodschaft Ermland-Masuren und gehört zur Landgemeinde Giżycko (Lötzen) im Powiat Giżycki (Kreis Lötzen).

## Geographische Lage
Róg Pierkunowski liegt am Südufer des Dargainen-See (polnisch Jezioro Dargin) im nördlichen Osten der Woiwodschaft Ermland-Masuren. Die Kreisstadt Giżycko (Lötzen) ist sieben Kilometer in südöstlicher Richtung entfernt.

## Geschichte
Das Vorwerk Roggen, vor 1785 noch Rok genannt, gehörte von seiner Gründung an zum Gutsbezirk Pierkunowen (1935 bis 1945 Perkunen, polnisch Pierkunowo). Die Muttergemeinde war gleichzeitig Amtsdorf, der zum Kreis Lötzen im Regierungsbezirk Gumbinnen (ab 1905: „Regierungsbezirk Allenstein“) in der preußischen Provinz Ostpreußen gehörte. 60 Einwohner waren im Jahre 1910 in Roggen ansässig.
Im Jahre 1945 kam das kleine Dorf in Kriegsfolge mit dem gesamten südlichen Ostpreußen zu Polen und erhielt die polnische Namensform „Róg Pierkunowski“. Heute ist es eine Ortschaft im Verbund der Gmina Giżycko (Landgemeinde Lötzen) im  Powiat Giżycki (Kreis Lötzen), vor 1998 der Woiwodschaft Suwałki, seither der Woiwodschaft Ermland-Masuren zugeordnet.

## Kirche
Als Ortsteil von Pierkunowen (Perkunen) war Roggen bis 1945 in die Evangelische Pfarrkirche Lötzen in der Kirchenprovinz Ostpreußen der Kirche der Altpreußischen Union sowie in die Katholische Pfarrkirche St. Bruno Lötzen im Bistum Ermland eingepfarrt. Heute gehört Róg Pierkunowski zur Pfarrei p.w. św. Kazimierza Królewicza in der Stadt Giżycko im Bistum Ełk (Lyck) der Römisch-katholischen Kirche in Polen bzw. zur Evangelischen Pfarrei in Giżycko in der Diözese Masuren der Evangelisch-Augsburgischen Kirche in Polen.

## Verkehr
Der kleine Küstenort liegt abseits vom Verkehrsgeschehen, ist jedoch über eine Landwegverbindung von Giżycko (Lötzen) aus über Antonowo (Antonowen, 1938 bis 1945 Antonsdorf) und Pierkunowo (Pierkunowen, 1935 bis 1945 Perkunen) zu erreichen. Eine Bahnanbindung besteht nicht.